# Untitled Goose Game
Untitled Goose Game é um jogo eletrônico de stealth desenvolvido pela House House e publicado pela Panic Inc. No jogo, o jogador controla um ganso e é encarregado com uma série de desafios para perturbar personagens humanos. O jogo foi lançado em 20 de setembro de 2019 para Microsoft Windows, macOS e Nintendo Switch.

## Jogabilidade
Untitled Goose Game é um jogo de stealth onde o jogador controla um ganso. O ganso pode andar, grasnar, bater asas e alcançar itens. Ele pode interagir com objetos e pessoas. O jogo se passa em uma vila inglesa, e o objetivo é cumprir uma série de funções como o ganso. Essas funções frequentemente envolvem interagir com personagens não-jogáveis que reagem aos comportamentos do ganso. O jogo é estruturado em um cenário de sandbox, onde o jogador pode se mover de uma área para a outra completando desafios.

## Desenvolvimento
Untitled Goose Game foi desenvolvido pelo estúdio independente House House, composto por quatro pessoas e situado em Melbourne, Austrália. O jogo é o segundo projeto da House House. Assim como em seu primeiro projeto, Untitled Goose Game foi apoiado financeiramente pelo órgão governamental Film Victoria, que assistiu na criação do estúdio.
A House House citou Super Mario 64 como a inspiração inicial para o tipo de jogo que eles gostariam de construir. Eles queriam que o jogador controlasse um personagem que poderia correr em um ambiente 3D. Seu jogo anterior, Push Me Pull You, tinha uma arte em 2D com cores planas. Eles utilizaram uma estética similar em Untitled Goose Game escolhendo utilizar uma mescla de lowpoly, cores planas e modelos em 3D sem textura.
O personagem jogável no jogo, o ganso, foi originalmente apenas uma imagem de stock e a ideia era que humanos não-jogáveis (NPCs) reagiriam a ela. Eles implementaram um sistema onde os NPCs arrumariam um item depois que ele fosse movido. Após restringir o campo de visão dos NPCs, a jogabilidade evoluiu para uma experiência similar a stealth. Ao invés de permanecer escondido como na maior parte dos jogos de stealth, o objetivo seria fazer com que o ganso atraísse a atenção dos NPCs sem ser capturado.
O jogo foi revelado primeiramente em outubro de 2017 com um trailer. O jogo foi apresentado em 2018 nos eventos Game Developers Conference, PAX Australia e PAX West. Untitled Goose Game foi lançado na Epic Games Store (Microsoft Windows e macOS) e no Nintendo Switch em 2019. O jogo foi publicado pela Panic.

## Recepção
Untitled Goose Game recebeu críticas "geralmente favoráveis" de acordo com o agregador de resenhas Metacritic. A IGN classificou o jogo com uma nota 8/10 e elogiou o seu conceito tolo, afirmando: "Untitled Goose Game é uma aventura breve, mas infinitamente encantadora, que me fez rir, sorrir e grasnar ansiosamente o tempo todo". A Game Informer elogiou o jogo por sua tolice e criatividade, mas achou-o superficial e repetitivo, afirmando: "Untitled Goose Game é um ótimo conceito e termina da mesma maneira encantadora que começou. Brincar com as pessoas é divertido, e fazê-lo como um ganso apenas aumenta a emoção. A maioria das pessoas o jogam por sua premissa boba, completam em poucas horas e segue seu caminho alegre. Se você só quer mexer com as pessoas como um ganso, aqui está sua chance – mas a superficialidade e a repetição impedem que seja um jogo realmente envolvente." A Destructoid comparou positivamente o jogo com Shaun the Sheep, afirmando: "Untitled Goose Game me lembra muito a série animada Shaun the Sheep. Há pouco diálogo, muitas artimanhas e humanos que continuam sendo mais espertos que os pássaros. Ao contrário de Shaun da série, o ganso em Untitled Goose Game não é um patife adorável que sempre vem em auxílio de seus amigos. Não, esse ganso é um idiota." A Kotaku deu uma crítica positiva ao jogo, elogiando a jogabilidade e o humor discreto de suas "breves interações infinitamente engraçadas" e por conceder "uma alegria insidiosa em provocar reações cada vez mais enfurecidas em um povo de uma cidade pequena".
Untitled Goose Game chamou atenção por ser semelhante a Goat Simulator, ambos compartilhando a natureza de serem jogos em estilo sandbox com animais para criar o caos. Após o lançamento, vídeos e fotos do jogo foram compartilhados nas redes sociais, tornando-se um meme na Internet.

### Vendas
Mais de 100.000 cópias foram vendidas nas duas primeiras semanas de lançamento do jogo no Nintendo Switch. Notou-se por ter liderado as paradas de vendas do Nintendo Switch na Austrália, Reino Unido e Estados Unidos, acima até mesmo do jogo principal da Nintendo lançado no mesmo dia, The Legend of Zelda: Link's Awakening. Até o final de 2019, Untitled Goose Game vendeu mais de um milhão de cópias em todas as plataformas.
Como parte de uma campanha nacional "Pague o aluguel" ("Pay the Rent" no original em inglês) para reparar os indígenas australianos cujas terras foram retiradas pela colonização britânica, a House House disse que doaria 1% da receita de Untitled Goose Game para a Wurundjeri, já que seu estúdio fica em terras anteriormente pertencentes a esse grupo.

### Prêmios e indicações
| Ano  | Premiação                          | Categoria                                        | Resultado | Ref.          |
| ---- | ---------------------------------- | ------------------------------------------------ | --------- | ------------- |
| 2019 | Golden Joystick Awards 2019        | Prêmio de Inovação                               | Venceu    | [ 30 ] [ 31 ] |
| 2019 | Golden Joystick Awards 2019        | Ultimate Jogo do Ano                             | Indicado  | [ 30 ] [ 31 ] |
| 2019 | Titanium Awards                    | Jogo Indie do Ano                                | Indicado  | [ 32 ]        |
| 2019 | The Game Awards 2019               | Melhor Jogo Independente                         | Indicado  | [ 33 ]        |
| 2019 | The Game Awards 2019               | Melhor Estreia Independente                      | Indicado  | [ 33 ]        |
| 2020 | New York Game Awards               | Off Broadway Award para Melhor Jogo Independente | Indicado  | [ 34 ]        |
| 2020 | D.I.C.E. Awards 2020               | Jogo do Ano                                      | Venceu    | [ 35 ] [ 36 ] |
| 2020 | D.I.C.E. Awards 2020               | Excelência em Jogo Independente                  | Venceu    | [ 35 ] [ 36 ] |
| 2020 | D.I.C.E. Awards 2020               | Excelência em Direção de Jogo                    | Indicado  | [ 35 ] [ 36 ] |
| 2020 | D.I.C.E. Awards 2020               | Excelência em Personagem (O Ganso)               | Venceu    | [ 35 ] [ 36 ] |
| 2020 | NAVGTR Awards                      | Animação, Artístico                              | Venceu    | [ 37 ] [ 38 ] |
| 2020 | NAVGTR Awards                      | Design de Gameplay, Novo IP                      | Venceu    | [ 37 ] [ 38 ] |
| 2020 | NAVGTR Awards                      | Melhor Jogo de Quebra-cabeça                     | Venceu    | [ 37 ] [ 38 ] |
| 2020 | NAVGTR Awards                      | Uso de Som, Novo IP                              | Venceu    | [ 37 ] [ 38 ] |
| 2020 | Independent Games Festival Awards  | Seumas McNally Grand Prize                       | Indicado  | [ 39 ]        |
| 2020 | Independent Games Festival Awards  | Excelência em Áudio                              | Indicado  | [ 39 ]        |
| 2020 | Game Developers Choice Awards 2020 | Jogo do Ano                                      | Venceu    | [ 40 ] [ 41 ] |
| 2020 | Game Developers Choice Awards 2020 | Melhor Áudio                                     | Indicado  | [ 40 ] [ 41 ] |
| 2020 | Game Developers Choice Awards 2020 | Melhor Design                                    | Indicado  | [ 40 ] [ 41 ] |
| 2020 | Game Developers Choice Awards 2020 | Prêmio de Inovação                               | Indicado  | [ 40 ] [ 41 ] |
| 2020 | British Academy Games Awards       | Melhor Jogo                                      | Indicado  | [ 42 ] [ 43 ] |
| 2020 | British Academy Games Awards       | Realização de Áudio                              | Indicado  | [ 42 ] [ 43 ] |
| 2020 | British Academy Games Awards       | Jogo para Família                                | Venceu    | [ 42 ] [ 43 ] |
| 2020 | British Academy Games Awards       | Propriedade Original                             | Indicado  | [ 42 ] [ 43 ] |
| 2020 | Famitsu Dengeki Game Awards 2019   | Melhor Jogo Indie                                | Indicado  | [ 44 ]        |